# Pontiac (Illinois)
Pontiac je grad u američkoj saveznoj državi Ilinois. Prema popisu stanovništva iz 2010. u njemu je živjelo 11.931 stanovnika.